# Bette Nesmith Graham
Bette Claire Graham (Dallas, Texas, 23 de març del 1924 - Richardson, Texas, 12 de maig del 1980) va ser una mecanògrafa estatunidenca, dissenyadora industrial i empresària, la inventora del Liquid Paper.

## Biografia
Bette Clair McMurray va néixer a Dallas, Texas, filla de Christine Duval, propietària d'una botiga de teixits, i de Jesse McMurray, gerent d'una empresa de subministraments per a l'automoció. Es va criar a San Antonio i es va graduar a l'institut Alamo Heights. Es va casar amb Warren Audrey Nesmith (1919-1984) abans de marxar ell a lluitar en la Segona Guerra Mundial. Mentre el marit estava absent va néixer el seu fill, i quan va tornar a casa, el 1946, es van divorciar. El seu pare va morir a principis de la dècada de 1950, deixant algunes propietats a Dallas a Bette Nesmith Graham. Ella, la seva mare, el seu fill i la seva germana Yvonne s'hi van traslladar. Per tal de mantenir el fill i mantenir-se ella mateixa, va començar a treballar com a secretària a Texas Bank and Trust. I aviat va assolir el lloc de secretària executiva, el càrrec més alt disponible en aquell moment per a les dones en la indústria.
En aquesta època, amb l'aparició de les primeres màquines d'escriure elèctriques, era difícil corregir els errors mecanogràfics, la qual cosa causava continus problemes a les secretàries, que havien de tornar a escriure pàgines senceres per un petit error. D'altra banda, i per guanyar uns diners extres, Nesmith pintava aparadors nadalencs al banc, i allà es va adonar que «quan un artista està retolant, mai corregeix els seus errors eliminant-los, sinó pintant-hi a sobre. Així que vaig decidir fer com els artistes. En una ampolla, vaig posar aigua amb una mica de pintura, vaig agafar un pinzell d'aquarel·les i m'ho vaig endur a l'oficina. Ho feia servir per corregir els errors de teclat».
Bette Nesmith va usar en secret durant cinc anys el seu corrector blanc, i encara hi va anar fent algunes millores amb l'ajuda del professor de química del seu fill. Alguns caps la van amonestar per això, però les seves companyes buscaven sovint el seu «repintador». Finalment, el 1956, va començar a comercialitzar el corrector de màquina d'escriure amb el nom de Mistake Out (Fora errors). Més tard va canviar el nom a Liquid Paper, quan va posar en marxa la seva pròpia empresa.
Mistake Out va començar la seva activitat als anys seixanta amb la llar de Nesmith com a seu central de l'empresa; però com que el producte va començar a ser indispensable per a les mecanògrafes, va canviar el lloc de producció de la cuina a una estructura metàl·lica, col·locada al pati del darrere de casa seva, des d'on no només ho fabricava, sinó que també ho empaquetava i expedia. Aviat va liderar un negoci internacional, amb seu a Dallas i amb fàbriques a Toronto i Brussel·les.
Nesmith es va casar el 1962 amb Robert Graham, que s'incorporà a la gestió de l'empresa; però es van divorciar el 1975. Bette Nesmith es va vendre l'empresa Liquid Paper a la Gillette Corporation el 1979 per 47,5 milions de dòlars. Tenia llavors 200 empleats i produïa 25 milions de flascons a l'any.
Bette Nesmith Graham va morir el 12 de maig de 1980, quan tenia 56 anys, a Richardson (Texas) després de patir un vessament cerebral.

## Estil de direcció
Des del principi va portar la seva empresa amb una combinació d'espiritualitat, igualitarisme i pragmatisme. Educada com a baptista, el 1942 es va convertir a la fe cristiana, i la seva fe li va inspirar el desenvolupament de la seva política corporativa. Amb una síntesi de codi ètic i filosofia empresarial abordava tots els aspectes de la gestió des de la seva creença en un Ésser Suprem, anteposant la descentralització en la presa de decisions i posant l'èmfasi en la qualitat del producte per sobre de l'obtenció d'un benefici. També creia que les dones podien aportar més qualitat humana que els homes al món dels negocis i el 1975 va proveir la nova seu central amb un cinturó verd amb estany de peixos, una biblioteca i una llar d'infants per als empleats.

## Llegat
El seu únic fill, el músic Michael Nesmith (que fou membre de The Monkees) va heretar la meitat de la fortuna de la seva mare de més de 50 milions. Amb part d'aquesta fortuna, va finançar la Gihon Foundation, que va establir el Council on Idees, un think tank amb un centre de retir localitzat a Santa Fe, Nou Mèxic, que va estar obert des de 1990 fins a l'any 2000, dedicat a estudiar els problemes del món. Addicionalment, una part del llegat de Graham va finançar la Fundació Bette Claire McMurray, que se centra a donar suport a projectes com l'exposició Texas Women, A Celebration of History, orientació professional per a mares solteres, refugi i assessorament per a dones maltractades i beques universitàries per a dones madures. El 2018, The New York Times li va dedicar un obituari tardà.